# Dél Hadseregcsoport
Dél Hadseregcsoport (németül Heeresgruppe Süd, rövidítve HG Süd vagy HGr Süd) volt a neve a második világháború során a német Wehrmacht egyik magasabbegységének. A világháború során több hadseregcsoport is viselte ezt a nevet, az első ilyen magasabbegységet 1939-ben, a Lengyelország elleni hadjárat kezdetén hozták létre.
A hadseregcsoport a szárazföldi haderő főparancsnokságának (Oberkommando des Heeres - OKH) volt alárendelve, és különféle hadseregek voltak beosztva hozzá. A hadseregcsoport főparancsnoka a harcoló alakulatok mellett felelős volt a hadműveleti-hadászati tartalékok, a hátországbeli megszálló csapatok és a logisztikai csapatok irányításáért is.

## Megalakulása
Az első Dél Hadseregcsoportot 1939. augusztus 24-én hozták létre, első parancsnoka Gerd von Rundstedt vezérezredes volt.

## Története

### Lengyelország
A hadseregcsoport része volt a Lengyelország megszállására kijelölt erőknek. 1939. szeptember 1-jén a hadseregcsoport Szilézia  (8. és 10. hadsereg) és Szlovákia (14. hadsereg) területéről indított támadást Lengyelország déli része ellen. A 10. hadsereg áttörése után a Nyugat-Lengyelországban körbezárt lengyel alakulatokat a 8. hadsereg semmisítette meg. A hadjárat befejezése után a hadseregcsoportot a nyugati frontra vezényelték és itt az A Hadseregcsoport megnevezést kapta.

### Szovjetunió
A Szovjetunió elleni hadjárat megindításakor az A Hadseregcsoport ismét felvette a Dél Hadseregcsoport megnevezést. A hadseregcsoport alakulatai Lengyelország, Szlovákia, Magyarország és Románia területén vonultak fel. A hadseregcsoport hadműveleti célpontja a Dnyeper folyó elérése, Kijev város és az ukrán mezőgazdasági területek elfoglalása volt, illetve távlati célként szerepelt az iparilag fontos Donyec-medence elfoglalása is. 1941 júliusa és szeptembere között az Uman és Kijev térségében folytatott harcok során számos szovjet hadsereget kerítettek be és semmisítettek meg a hadseregcsoport alakulatait. 1941 októberében elfoglalta Ogyesszát, majd benyomult a Krím félszigetre. A hadseregcsoport ideiglenesen elfoglalta Rosztov városát, de 1941 decemberében vissza kellett vonulnia, amiért Hitler leváltotta  Rundstedt vezértábornagyot, helyére Walther von Reichenau vezértábornagy lépett, akinek 1942 januárjában bekövetkezett halála után Fedor von Bock vezértábornagy vette át a hadseregcsoport főparancsnokságát.
1941-42 telén a hadseregcsoport csak védelmi műveleteket folytatott, majd az 1942-es nyári offenzíva (Fall Blau) előkészületeként erőiből létrehozták az A és B Hadseregcsoportot.
1943 elején, miután a 6. német hadsereg megadta magát, a B és a Don Hadseregcsoport erőiből ismét létrehozták a Dél Hadseregcsoportot Erich von Manstein vezértábornagy parancsnoksága alatt. 1943 tavaszától a z 1. és 4. páncélos hadseregek, illetve a frissen létrehozott 6. és 8. hadseregek tartoztak alárendeltségébe.
1943 és 1944 tavasza között a keleti front leghevesebb harcai zajlottak a hadseregcsoport arcvonalán. Miután Manstein 1943 február–márciusi ellentámadása némileg stabilizálta a frontot, a német hadvezetés a kurszki csata (1943 július) során akarta visszaszerezni a hadműveleti kezdeményezést. A németek számára katasztrofális kimenetelű csata után a Vörös Hadsereg végleg átvette a kezdeményezést, 1943 szeptemberére ki kellett üríteni a Donyec-medencét, 1943 novemberében pedig a Dnyepr-vonalat is fel kellett adni. 1944 áprilisig a hadseregcsoport heves védelmi harcokat folytatott, rengeteg veszteséget szenvedett, de rendben vissza tudott vonulni Galíciáig. 1944. április 1-jén átnevezték Észak-Ukrajna Hadseregcsoporttá.
1944 szeptemberében Magyarország keleti részén harcoló Dél-Ukrajna Hadseregcsoport ismét felvette a Dél megnevezést. Folyamatosan harcolva 1945 márciusára Magyarország nyugati részére, majd áprilisra Ausztria területére vonult vissza. 1945. április 2-án a megnevezése Ostmark Hadseregcsoport lett.

## Parancsnokok
- 1939. szeptember 1.: Gerd von Rundstedt vezérezredes
- 1941. december 1.: Walther von Reichenau vezértábornagy
- 1942. január 12 - 1942. július 9.: Fedor von Bock vezértábornagy
- 1943. február 12. - 1944. március 30.: Erich von Manstein vezértábornagy
- 1944. szeptember 23.: Johannes Frießner tábornok
- 1944. december 28.: Otto Wöhler tábornok
- 1945. március 25.: Dr. Lothar Rendulic tábornok
- 1945. április 2. május 8.: Friedrich Schulz tábornok

## Összetétele

### Alárendelt egységek
| Időpont          | Alárendelt egységek                                                                                      |
| ---------------- | --- |
| 1939             | |
| 1939. szeptember | 8. hadsereg, 10. hadsereg, 14. hadsereg                                                                  |
| 1941             | |
| 1941. június     | 6. hadsereg, 1. páncélos hadsereg, 17. hadsereg, 11. hadsereg                                            |
| 1942             | |
| 1942. február    | 2. hadsereg, 6. hadsereg, Gruppe von Kleist, 11. hadsereg                                                |
| 1942. június     | 2. hadsereg, 6. hadsereg, 1. páncélos hadsereg, 17. hadsereg, Gruppe von Wietersheim, 11. hadsereg       |
| 1942. július     | Gruppe von Weichs, 6. hadsereg, 1. páncélos hadsereg, 17. hadsereg, Gruppe von Wietersheim, 11. hadsereg |
| 1943             | |
| 1943. március    | Kempf harccsoport, 4. páncélos hadsereg, 1. páncélos hadsereg, Hollidt harccsoport                       |
| 1943. április    | Kempf harccsoport, 6. hadsereg, 1. páncélos hadsereg, 4. páncélos hadsereg                               |
| 1943. július     | Kempf harccsoport, 6. hadsereg, 8. hadsereg, 1. páncélos hadsereg                                        |
| 1943. szeptember | 4. páncélos hadsereg, 8. hadsereg, 1. páncélos hadsereg, 6. hadsereg                                     |
| 1943. október    | 4. páncélos hadsereg, 8. hadsereg, 1. páncélos hadsereg                                                  |
| 1943. november   | 4. páncélos hadsereg, 8. hadsereg, 1. páncélos hadsereg, az ukrán Wehrmacht-erők                         |
| 1944             | |
| 1944. január     | 4. páncélos hadsereg, 8. hadsereg, 6. hadsereg, 1. páncélos hadsereg, az ukrán Wehrmacht-erők            |
| 1944. február    | 4. páncélos hadsereg, 1. páncélos hadsereg, 8. hadsereg, 6. hadsereg                                     |
| 1944. október    | Wöhler harccsoport, 6. hadsereg, 3. magyar hadsereg                                                      |
| 1944. november   | Wöhler harccsoport, Fretter-Pico harccsoport, Magyar 2. hadsereg                                         |
| 1944. december   | Wöhler harccsoport, 6. hadsereg, 3. magyar hadsereg                                                      |
| 1945             | |
| 1945. január     | Balck harccsoport, 8. hadsereg, 2. páncélos hadsereg                                                     |
| 1945. április    | 8. hadsereg, 6. páncélos hadsereg, 6. hadsereg, 2. páncélos hadsereg                                     |

## Fordítás
Ez a szócikk részben vagy egészben  az   Army Group South című angol Wikipédia-szócikk fordításán alapul.  Az eredeti cikk szerkesztőit annak laptörténete sorolja fel. Ez a jelzés csupán a megfogalmazás eredetét és a szerzői jogokat jelzi, nem szolgál a cikkben szereplő információk forrásmegjelöléseként.